# Lordsburg
Lordsburg is een plaats (city) in de Amerikaanse staat New Mexico, en valt bestuurlijk gezien onder Hidalgo County.

## Demografie
Bij de volkstelling in 2000 werd het aantal inwoners vastgesteld op 3379.
In 2006 is het aantal inwoners door het United States Census Bureau geschat op 2762, een daling van 617 (-18,3%).

## Geografie
Volgens het United States Census Bureau beslaat de plaats een oppervlakte van
21,7 km², geheel bestaande uit land. Lordsburg ligt op ongeveer 1362 m boven zeeniveau.

## Plaatsen in de nabije omgeving
De onderstaande figuur toont nabijgelegen plaatsen in een straal van 68 km rond Lordsburg.